# Emmanuel Guillaud
Pour les articles homonymes, voir Guillaud.
Emmanuel Guillaud est un artiste français né à Paris en 1970.

## Biographie
Emmanuel Guillaud est un artiste français travaillant avec la photographie. Il présente le plus souvent son travail sous forme d'installations faites de multiples projections synchronisées. 
Lauréat de la Villa Kujoyama 2018, il est représenté par la galerie Yumiko Chiba & Associates, Tokyo

## Expositions sous forme d'installation (sélection)
- 2019: I'll lick the fog off your skin, version à la Collection Lambert en Avignon Collection_Lambert
- 2018: (brûler les abîmes), version at St Cavalier, Malte
- 2018: (brûler les abîmes), version at Chateau Coquelle, Dunkerque [3]
- 2017: (brûler les abîmes), version at La Plate-Forme, Dunkerque [4],[5]
- 2017: Untitled (after Piranesi), version at l'Institut; Institut franco-japonais de Tokyo [6]
- 2015: Until the sun rises (version juin 2015): Pavillon Vendôme, Centre d'art contemporain de Clichy [7],[8]
- 2015: Untitled (lines), Expositions ravages, Le Point Ephémère, Paris
- 2011: Until the sun rises (version janvier 2011, 3 projections synchronisées), Singapore Art Museum Singapour [9],[10]
- 2010: Until the sun rises (version mai 2010, 4 projections synchronisées et son réalisé en collaboration avec Jennifer Bonn), School Gallery, Paris (exposition personnelle)[11],[12]
- 2009/2010: I/O (-side), dans le cadre de l'exposition collective No_man's_land_exposition dans les anciens bâtiments de l'Ambassade de France à Tokyo avant leur destruction.
- 2010: gp projectons 1, gp gallery, Tokyo [13]
- 2009: Until the sun rises (version aout 2010, 3 projections synchronisées), Nooderlicht Gallery, Hollande [14]
- 2005: (going nowhere), Super Deluxe, Tokyo. Diaporama présenté dans le cadre des nuits "Pecha_Kucha"

## Autres expositions (sélection)
- 2015: Untitled (traces), Exposition Watchqueen, ONE Archives at USC, los Angeles [15]
- 2012: Black Closer to White, Emmanuel Guillaud & Takano Ryudai, Yumiko Chiba Viewing Room, Tokyo[16],[17],[18]
- 2011: Art Protects, Galerie Yvon Lambert, Paris
- 2011: Format Photography Festival, Derby UK [19]
- 2010: Tokyo Wonderwall / 10th anniversary, Museum of Contemporary Art, Tokyo
- 2010: Des photographes, des Japons, Institut Franco-Japonais de Tokyo [20],[21]
- 2009 / 2010: Going from Nowhere, Philadelphia Photographic Art Center, États-Unis
- 2009: Descubrimientos, PHotoEspaña, Madrid
- 2009: Art Protects, Galerie Yvon Lambert, Paris
- 2005: (going nowhere), Galerie du gouvernement de Tokyo (exposition personnelle)
- 2005: Tokyo Wonderwall 2005, Museum of Contemporary Art, Tokyo

## Livres d'artiste et catalogues (sélection)
- 2015: Ravages (Catalogue de l'exposition collective)
- 2012: Notes on unfinished projects, Emmanuel Guillaud & Kiyoshi Takami, Heuristic / artbeat publisher (Tokyo)
- 2010: Tokyo Wonderwall / 10th anniversary (catalogue)
- 2010: No man's land (Catalogue de l'exposition collective)

## Formation
- 2015: DNSEP, École nationale supérieure d'arts de Paris-Cergy [22]
- 2014: Maitrise d'Arts Plastiques, Université Panthéon-Sorbonne